# Neurogomphus paenuelensis
Neurogomphus paenuelensis – gatunek ważki z rodziny gadziogłówkowatych (Gomphidae).